# Čeněk Josef Lisý
Čeněk Josef Lisý (21. září 1874 Slatiny – 23. prosince 1937 Železný Brod) byl český a československý politik, meziválečný senátor Národního shromáždění ČSR za Československou stranu socialistickou, později člen nacionalistických formací okolo Jiřího Stříbrného (Národní liga).

## Biografie
Politicky aktivní byl již za Rakouska-Uherska. V roce 1908 byl spoluorganizátorem velké demonstrace na podporu českých menšin na severu Čech konané v Praze a pronášel jako zástupce národních sociálů radikální projevy.
Ve volbách do Říšské rady roku 1907 se stal poslancem Říšské rady (celostátní parlament), kam byl zvolen za okrsek Čechy 039. Usedl do poslanecké frakce Sjednocení českých národně sociálních, radikálně pokrokových a státoprávních poslanců. Opětovně byl zvolen za týž obvod i ve volbách do Říšské rady roku 1911 (nyní jako člen frakce Český národně sociální klub) a ve vídeňském parlamentu setrval do zániku monarchie.
Po vzniku republiky získal v parlamentních volbách v roce 1920 senátorské křeslo v československém Národním shromáždění. V senátu zasedal do roku 1925. Povoláním byl učitelem v Železném Brodu. Se svou stranou se později rozešel a v roce 1927 byl mezi zakladateli nové politické formace Slovanská strana národně socialistická, později Liga proti vázaným kandidátním listinám, respektive Národní liga - Strana radikální, národní a demokratická, kterou utvořil Jiří Stříbrný.